# Onisilos Sotira
Kentro Neon Onisilos Sotiras (Grieks: Ονήσιλος Σωτήρας) was een Cypriotische voetbalclub uit Sotira.
De club werd in 1978 opgericht en speelt op het tweede niveau in Cyprus. Op 16 juli 2014 hield de club vanwege financiële problemen op te bestaan.

## Bekende spelers
- Demetris Christofi
- Tom Kalkhuis
- Robin Muller van Moppes
- Martijn Roosenburg